# Arnhem
Arnhem  (Èrnem nel dialetto locale, Arnheim in tedesco) è una città dei Paesi Bassi di 159.265 abitanti, sul Basso Reno, capoluogo della provincia della Gheldria. Forma con la vicina Nimega una conurbazione di 736.100 abitanti.

## Etimologia
Il nome Arnhem deriva da Arneym, composto da heem (casa) e arn o aro (dal germanico arnu, aquila).
Anche l'etimologia latina Arenacum dovrebbe significare casa delle aquile, a causa delle molte aquile che anticamente vivevano nelle colline e nei boschi di Arnhem. Il nome Arneym fu usato per la prima volta nell'893 dal monastero di Sint-Salvatorabdij.

## Storia
Arnhem viene menzionata per la prima volta nell'893 come Arnoldi Villa. Nel 1233 al villaggio, che sino ad allora apparteneva all'abbazia di Prum furono conferiti i diritti civici da Otto II, conte di Gheldria, che vi si insediò e la fortificò. Arnhem entrò nella Lega anseatica nel 1443. Nel 1473 fu conquistata da Carlo il Temerario, duca di Borgogna. Nel 1514 Carlo di Egmond, duca di Gheldria, la liberò dal dominio spagnolo; nel 1543 ricadde nei domini dell'imperatore Carlo V. Entrò nell'Unione di Utrecht nel 1579, divenendo parte infine delle Province Unite nel 1585.
I francesi occuparono la città nel 1672-1674 e smantellarono le sue fortificazioni; la Sabelspoort (porta delle sciabole) è oggi l'unica parte rimanente delle fortificazioni medievali. Nel 1795-1813 fu rioccupata dalla Francia in quegli anni Rivoluzionaria e Imperiale. Il 30 novembre 1813 Arnhem fu liberata dai francesi con una battaglia che vide le truppe del generale prussiano Friedrich Wilhelm von Bülow sconfiggere e cacciare dalla città le truppe napoleoniche al comando del generale francese Henri Charpentier.
Nella Seconda guerra mondiale, durante l'Operazione Market Garden, avvenuta nel settembre 1944, alla 1ª Divisione Aviotrasportata britannica, alla 101ª Divisione Aviotrasportata Americana e alla 1ª Brigata Paracadutisti Polacca fu assegnato il compito di impossessarsi del ponte sul Reno di Arnhem. Le unità furono paracadutate nell'area il 17 settembre e nei giorni successivi. Il grosso delle forze si ritrovò troppo distante dal ponte e non riuscì a raggiungere l'obiettivo, mentre un piccolo gruppo riuscì a farsi strada verso il ponte, ma non fu in grado di mettere in sicurezza entrambe le sponde. Le truppe alleate incontrarono forte resistenza da parte della 9ª Divisione Panzer SS Hohenstaufen e della 10ª Divisione Panzer SS Frundsberg, di stanza nella città e nei suoi dintorni. Le forze britanniche attestate nei pressi del ponte si arresero il 21 settembre, dopo aver atteso invano l'arrivo del 30º Corpo Corazzato Britannico, che era stato fermato presso Nimega.

## Monumenti e punti di interesse
- La Grote Kerk (Sant'Eusebio), costruita fra il 1452 e il 1560, durante la seconda guerra mondiale perse il suo campanile, che fu ricostruito in stile moderno nel 1964;

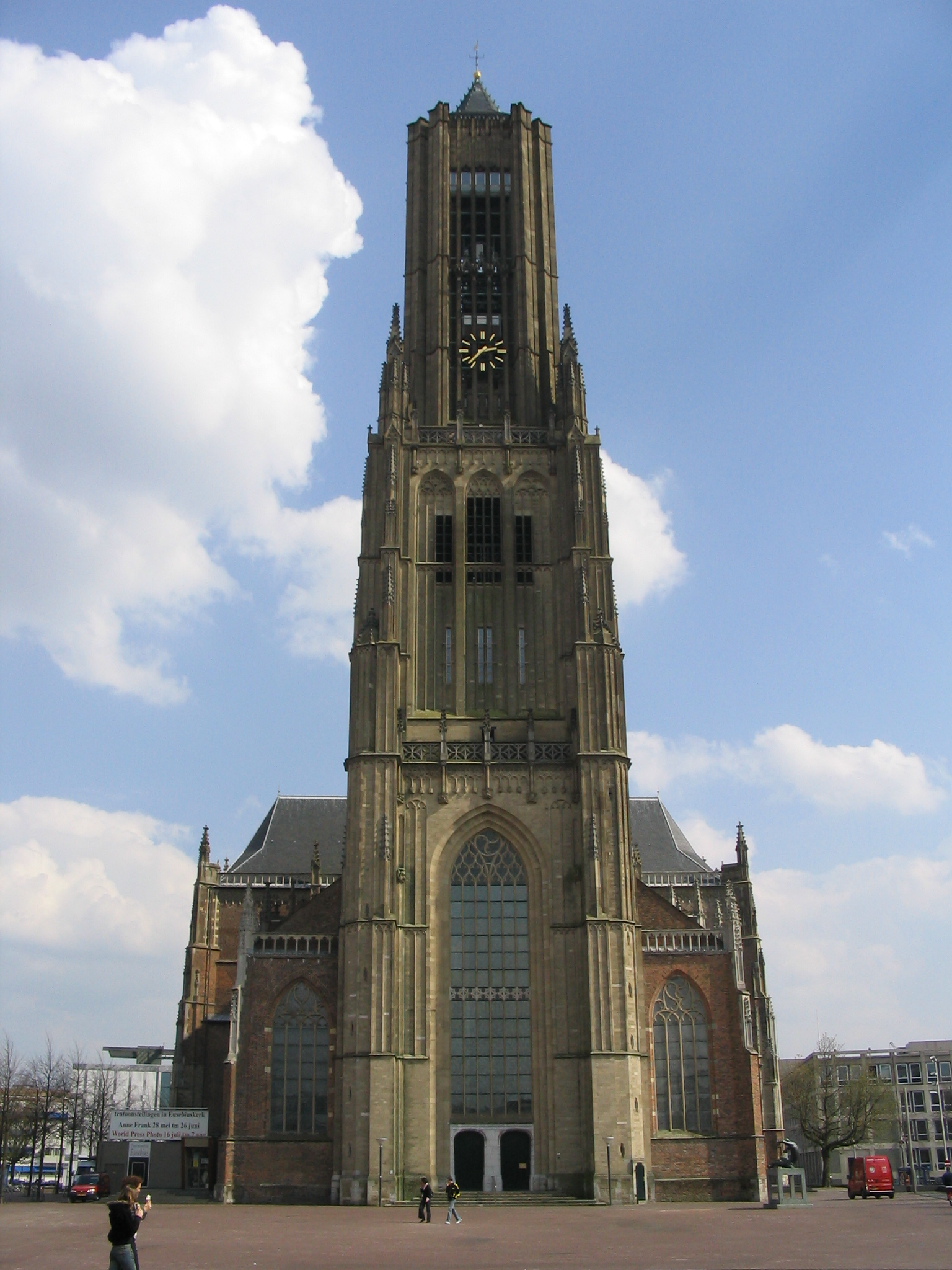
La Chiesa di Sant'Eusebio

- Il palazzo di Maarten van Rossum è il municipio dal 1830: le decorazioni rinascimentali con satiri le hanno fatto guadagnare il nome di Duivelshuis ("casa del diavolo");
- Il John Frost Brug è un ponte ricostruito dopo la guerra sullo stesso sito di quello teatro dell'operazione Market Garden, andato distrutto nel conflitto;
- Il Nederlands Openluchtmuseum è un museo all'aperto che ospita antiche abitazioni, fattorie e fabbriche provenienti da diverse zone dei Paesi Bassi;
- Burgers Zoo;
- KEMA Toren, torre della televisione alta 140 metri;
- Il Gelredome, lo stadio cittadino ha una capienza di circa 30.000 posti e può essere coperto integralmente mentre il campo da gioco è ritraibile e può essere fatto scomparire quando ad esempio vengono ospitati concerti oppure il festival di musica hardstyle "Qlimax". Si trova sulla Beekstraat, a pochi passi dal Municipio ed è il campo di casa della squadra di calcio cittadina, il Vitesse Arnhem, che milita nella Eredivisie;
- il cimitero Moscowa, uno dei rari cimiteri del paese che contenga un mausoleo.

## Infrastrutture e trasporti
La città di Arnhem dispone di una rete filoviaria con 6 linee, l'unica ancora attiva nei Paesi Bassi.

## Sport
La locale società di calcio, il Vitesse, militava nella Eerste Divisie prima del fallimento avvenuto nel 2025.